# Marigny-le-Cahouët
Marigny-le-Cahouët ist eine französische Gemeinde mit 312 Einwohnern (Stand 1. Januar 2022) im Département Côte-d’Or in der Region Bourgogne-Franche-Comté. Sie gehört zum Arrondissement Montbard und zum gleichnamigen Kanton Montbard.

## Nachbargemeinden
- Chassey im Nordwesten,
- Pouillenay im Norden,
- Flavigny-sur-Ozerain im Nordosten,
- La Roche-Vanneau, Brain und Arnay-sous-Vitteaux im Osten,
- Sainte-Colombe-en-Auxois im Südosten,
- Braux im Süden,
- Charigny im Südwesten,
- Villeneuve-sous-Charigny und Saint-Euphrône im Westen.

## Bevölkerungsentwicklung
| Jahr                       | 1962 | 1968 | 1975 | 1982 | 1990 | 1999 | 2008 | 2015 |
| -------------------------- | ---- | ---- | ---- | ---- | ---- | ---- | ---- | ---- |
| Einwohner                  | 411  | 388  | 344  | 297  | 290  | 288  | 262  | 313  |
| Quellen: Cassini und INSEE |      |      |      |      |      |      |      |      |

## Sehenswürdigkeiten

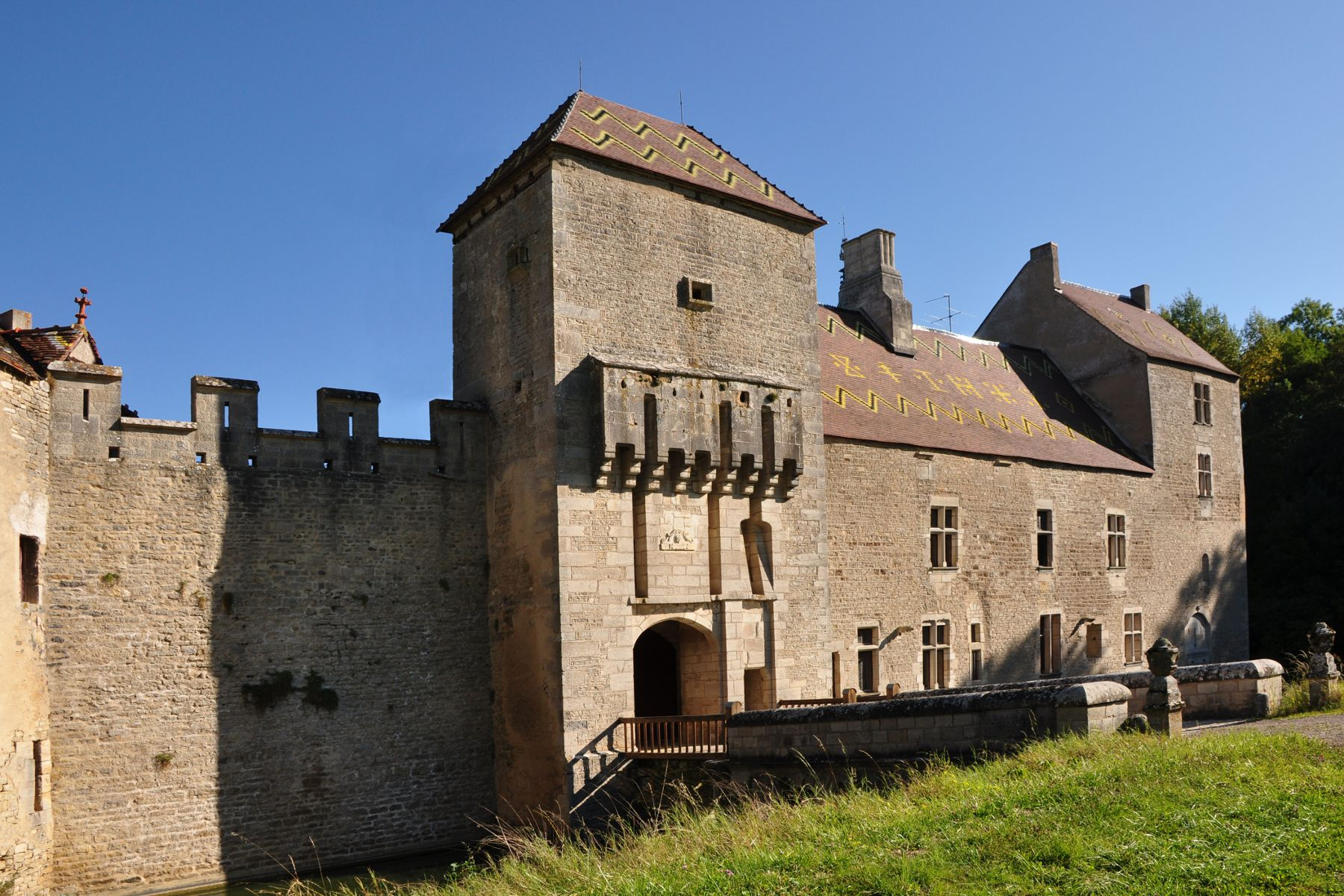
Burg Marigny-le-Cahouët, Monument historique seit 1929
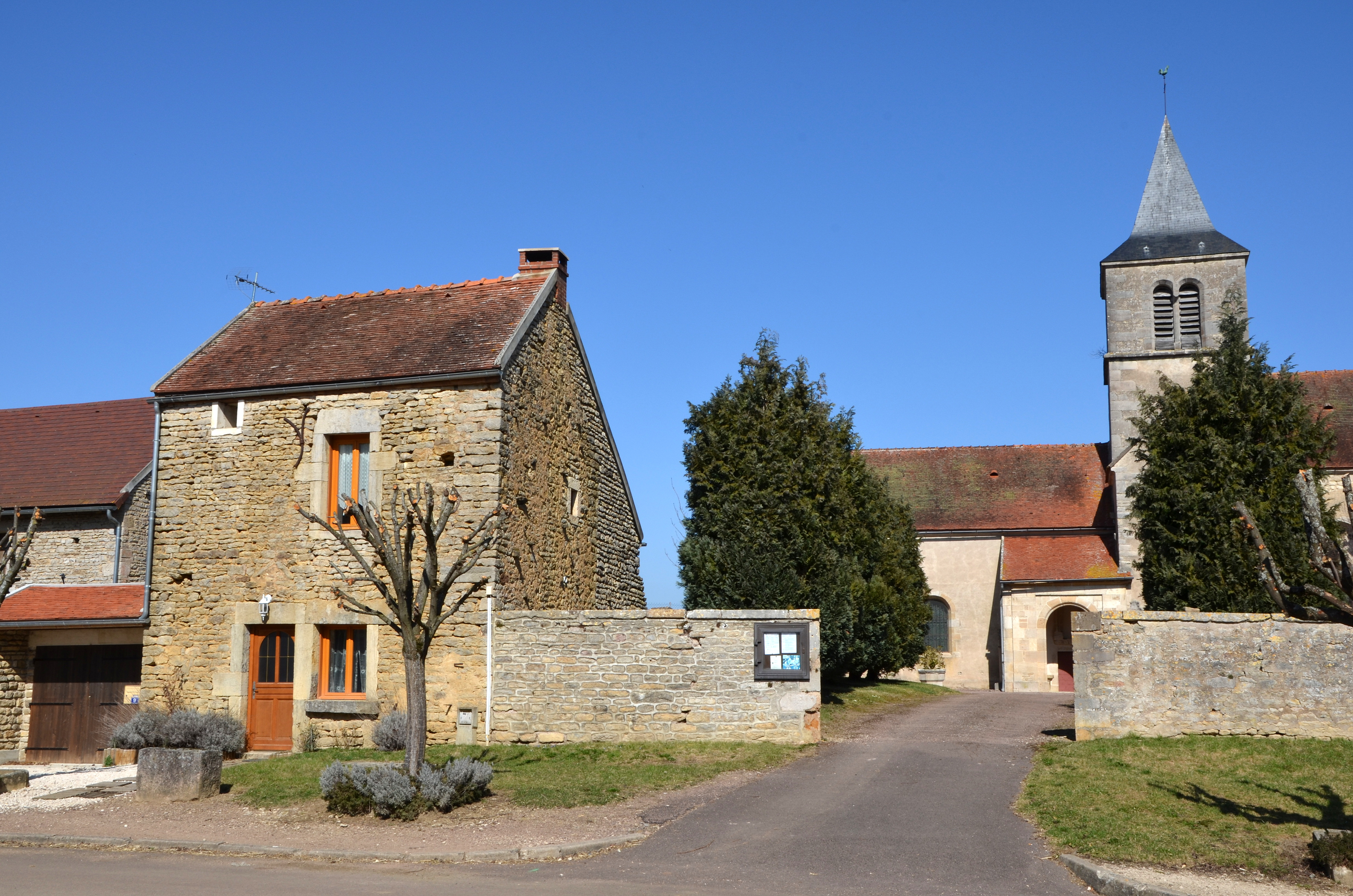
Kirche Saint-Germain, Monument historique seit 1927